# BLG 66 Beluga
BLG 66 Belouga- francuska kasetna bomba koja je projektovana 1970-ih u kompaniji Matra SA / Thomson Brandt Armements, Boulogne-Billancourt (koja je sada deo koncerna MBDA), a prva serijska proizvednja je započeta 1979. godine, kada je i ušla u naoružanje francuske avijacije (Armée de l’Air). Bomba nosi 151 bombicu (podmuniciju), i u zavisnosti od verzije, ova kasetna može nositi više vrsta podmunicije i to: AC (protivtenkovske), EG (fragmentirane za pešadiju) ili IZ. Ovu kasetnu bombu mogu da koriste više tipova aviona i to: A-4 Skihavk , Super Etendard , Daso / Dornier Alpha Jet , F-5E, Hok, Jaguar, Miraž II, Miraž 5, Miraž F1 i Miraž 2000. Ovu bombu su koriste sem Francuske još nekoliko zemalja a to su: Argentina, Grčka, Indija, Irak (do 2003) i Kuvajt. Beluga (BLG) 66 je dobila naziv po kalibru, jer je kalibar ove kasetne 66 mm, te je taj broj 66 dobilo po veličini kalibra.

## Opis
Kasetna avio bomba BLG 66 Beluga, je namenjena za dejstvo po tačkastim ciljevima sa srednjih visina, za napade na velike površinske ciljeve kao što su depoi, kolone tenkova na maršu, konvoji i drugo. U naoružanje je uvedena krajem sedamdesetih godina.
Telo avio-bombe predstavlja kasetu-kontejner u koji je smešteno 151 kom. kasetnih bombica BC-66, kalibra 66 mm, gde postoje tri različita tipa bombica u zavisnosti od cilja:
- Tip AC, protivtenkovska (kumulativna) submunicija - probijaju oklop debljine do 300 mm;
- Tip EC, fragmentirana (rasprskavajuća) submunicija opšte namene sa upaljačima trenutnog dejstva, za dejstvo po konvojima, avionima na stajankama i nezaštićenim ciljevima (žive sile). Smrtonosni radijus delovanja procenjen je na 60 m;
- Tip IZ, parčadna sa tempirnim upaljačima-tipa mina (submunicija sa upaljačima usporenog dejstva), za miniranje aerodroma, lučkih pristaništa, železničkih čvorova i stanica. Bombice imaju i odloženo dejstvo eksplozije gde se bombice aktiviraju i posle nekoliko sati nakon pada na zemlju. Tako da je jako otežano čišćenje terena, jer demineri moraju da sačekaj određen broj sati (ne manje od 48 sati) da bi uopšte smelo da se pristupi čišćenju terena.

Prilikom dejstva avio-bombom Beluga napad se vrši iz brišućeg leta. Padobranski usporivač brzine padanja bombe aktivira se odmah po odbacivanju iste i usporava je kako bi se avion dovoljno udaljio od mesta gde će doći do izbacivanja submunicije. Submunicija je takođe opremljena usporivačem brzine padanja, što znači da su one u momentu udara u cilj približno u vertikalnom položaju.
U zavisnosti od cilja, pilot može da odabere neposredno pred odbacivanje interval razbacivanja bombica. Pri napadu nije neophodno precizno nišanjenje s obzirom na veličinu površine koja se pokriva.

## Delovi kasetne bombe BLG 66
Kasetna avio bomba BLG 66 se sastoji od tri glavna dela-sklopa:
- - prednji, profilisani konus sa vetruškom za armiranje, programatorom sekvenci, distributerom pirotehničkog sistema za izbacivanje granata (submunicije);
- - cilindrično telo, u kome se nalazi osam komora sa granatama raspoređenih oko centralne cevi i osamnaest prstenova koji drže granate u svežnjevima;
- - zadnji završni deo, u kome se nalazi uređaj za usporavanje brzine padanja avio-bombe (padobran).

U čeonom delu kasete nalazi se mehanizam koji upravlja njenim radom, zatim elektrogenerator sa vetruškom tj. davač sa programatorom (koji upravlja mehanizmom za razbacivanje bombica), mehanizam za izbacivanje kasetnih bombica, razvodni i pirotehnički mehanizam.
Kasetne bombice su smeštene u srednjem delu tela i na njemu se nalazi 19 pojaseva, sa osam otvora u svakom pojasu. Otvori na susednim pojasevima su razmešteni kao polja na šahovskoj tabli. U usmeravajuće cevi tela koje su razmeštene lepezasto (pod uglom od 45 stepeni) u odnosu na uzdužnu osu kasetne bombe. U svaku cev se smešta po jedna kasetna bombica. U zadnjem delu nalazi se padobran za kočenje, koji obezbeđuje bombardovanje iz brišućeg leta.

## Dejstvo kasetne bombe BLG 66
Bombardovanje kasetnom bombom Beluga vrši se iz brišućeg leta, sa visina 60–120 m i pri brzinama 630–1000 km/h, potpuno bezbedno. Posle odbacivanj kasetne bombe sa aviona, iz zadnjeg konusnog dela izvlači se padobran koji je namenjen za kočenje i stabilizaciju iste. Kad se avion udalji na bezbedno odstojanje, padobran se odbacuje kasetna bomba nastavlja let a zatim izbacuje kasetne bombice. Nakon prizemljenja padobrani se odbacuju sa bombica.
Kasetne bombice ranvomerno se razbacuju po površini prekrivanja. To se postiže razmeštajem otvora za izbacivanje kasetnih bombica i mehanizmom koji reguliše redosled izbacivanja kasetih bombica. Kada se bombarduje samo sa jednom kasetom (151 kom bombica) prekriva, po vrlo pravilnom rasporedu, površinu od 120 x 40 m. Sa dve kasete (302 kom bombica) udvostručuje površinu udara na 240 x 40 m. Radijus ubojnog dejstva parčadne kasetne bombice je 12 m. Protivtenkovske i rasprskavajuće bombice se aktiviraju udarnim upaljačem trenutnog dejstva.
Modifikovana verzija kasetne avio bombe BLG-66 nosi oznaku BLG-88.

## Korišćenje kasetnih bombi BLG 66 u konfliktima
1990-1991: U Irak su u prvom zalivskom ratu koalicijske snage koristile kasetnu municiju. SAD, Francuska i Velika Britanija (UK) bacile su više desetina hiljada kasetnih bombi ili nekoliko miliona podmunicije na Irak i Kuvajt. Francusko vazduhoplovstvo je u zalivskom ratu 17. januara 1991. godine , sa svojim avionima Jaguar tokom borbenih letova bacalo kasetne na Kuvajtsku avio bazu Al-Jaber, tada još pod iračkom kontrolom, tokom operacije „Daguet”.
1997: U Sijera Leone su nigerijski mirovnjaci upotrebili BLG 66 Beluga bombe (Francuske proizvodnje ) na istoku grada Kenema, kao i na mesto Lokosama, blizu Port Loko.

## Korisnici
Za izvoz je prodato oko 70% kasetnih Beluga od ukupnog broja proizvedenih.
- : Argentina je uništila ove kasetne još 2005.
- : Francuska je počela polako da uklonja ovo oružje iz upotrebe između 1996. i 2002. godine[4], a u skladu sa svojom politikom kasetne municije, celokupna zaliha je proglašena uništenom u martu 2005. godine.
- : Grčka
- : Indija
- : Irak je posle zalivskog rata 2003. godine uništio sve ove bombe.
- : Kuvajt
- : Nigerija je prodala te kasetne početkom 1980-ih. Dok je u građanskom ratu u toj državi grupacija Boko Haram zarobila nešto tih kasetnih.

## Spoljašnje veze
- BLG 66 - Demonstracija dejstva ove kasetne bombe на веб-сајту